# 서대문형무소
서대문형무소(西大門刑務所, 'Former Seodaemun Prison of Seoul')는 일제 통감부가 식민통치에 저항하는 한국의 독립운동가들을 투옥하기 위해 1907년에 오늘날의 대한민국 서대문구 지역에 건설하여 1908년 10월에 문을 연 감옥이다. 해방 후에는 주로 서울 구치소라 불리며 많은 시국사범들이 수감되었다. 서울 구치소가 경기도 의왕시로 이전하면서 1987년 10월에 폐쇄되었고, 그 후로 역사성과 보존가치 등을 고려하여 일부 시설을 철거한 뒤 나머지 시설들이 1988년 2월 27일에 대한민국의 사적으로 지정되었다. 1998년 11월 5일부터는 서울특별시 서대문구가 관리하는 서대문형무소 역사관으로 재개장하였으며, 1992년부터는 서대문구 현저동에 위치한 독립공원의 주요시설로 기능하고 있다.

## 역사

### 일제강점기

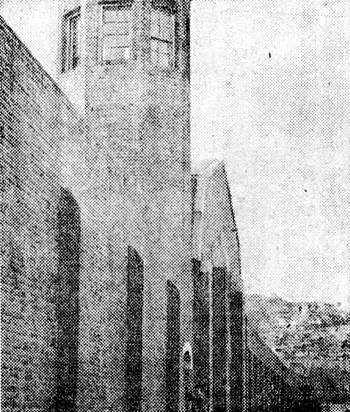
1938년 서대문형무소 외곽

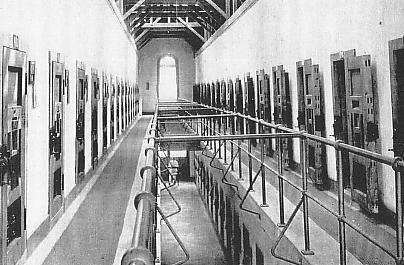
일제강점기의 서대문형무소 내부

일제 통감부는 항일의병들을 투옥하기 위해 현재의 서대문구 현저동에 근대적 감옥을 만들겠다는 계획을 세우고, 일본인에게 설계를 맡겼다. 그 설계에 따라 1907년 8월 무렵에 완공된 감옥시설의 첫 이름은 '경성감옥'이었다.
최초의 경성감옥은 약 500명을 투옥할 수 있는 560여 평 규모의 목조건물이었으며, 증축 과정에서 수감자를 효과적으로 감시할 수 있는 원형의 감옥인 파놉티콘 구조로 만들어졌다. 이후 일제는 1912년에 현재의 마포구 공덕동에 일명 '마포형무소'로 알려진 또 다른 감옥을 세우고 그 이름을 '경성감옥'이라고 칭하게 되는데, 그 과정에서 원래의 경성감옥의 이름은 '서대문감옥'으로 바뀌게 되었다. 1923년에 이르러 서대문감옥은 오늘날 잘 알려진 이름인 '서대문형무소'로 개칭하게 된다. '경성감옥'에서 '서대문감옥', '서대문형무소'로 명칭이 바뀌는 동안 수감인원은 계속하여 증가하였는데, 서대문형무소는 18세 미만의 여성, 10년 이상을 선고받은 자, 그리고 무기수를 수용하였으며, 1944년 기준 2,890명이 수용되어 있었다. 잘 알려진 수감자로는 백범김구 선생, 강우규 의사, 유관순 열사가 있다. 유관순 열사는 서대문형무소에서 목숨을 다하였다.

### 광복 이후

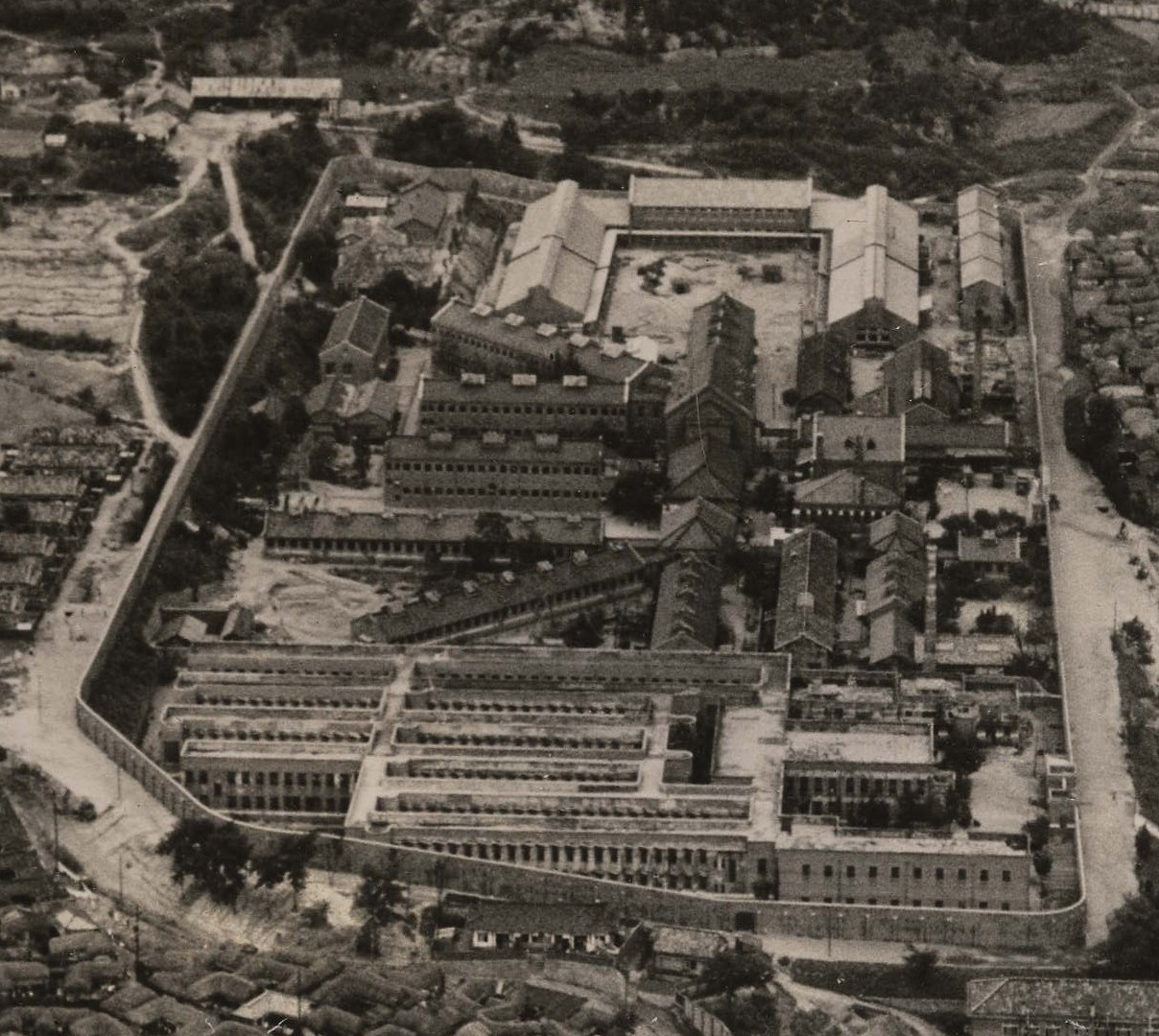
1945년 서대문형무소의 모습

1945년 광복 후 서대문형무소의 명칭은 '서울형무소'로 바뀌었고, 이 시기에는 반민족행위자와 친일세력들이 수용되었다. 그러나 김삼웅 전 독립기념관장의 주장에 의하면 1949년까지는 반민족행위특별조사위원회(반민특위)의 활동에 따라 이광수, 노덕술 등의 친일파가 수감되었지만, 반민특위 활동이 와해된 후 이승만 정부 치하에서는 오히려 독립운동가였던 정치인들이 서울형무소에 수감되는 상황이 발생했다. 한국전쟁 중 북한군이 서울을 점령했던 시기에는 북한군이 반공·친미 인사로 추정한 인물들을 투옥하였으며, 그 후 1950년 서울을 수복한 이승만 정부는 북한군에 협조한 부역자들을 서울형무소에 가두었다. 역사관은 일제 강점기에 투옥된 모든 사람들을 추모하고 박물관으로 사용된다.또한,민주 항쟁 때 시위하던 사람들도 갇혀있었다

### 군사독재에서 폐쇄까지
1961년에 '서울형무소'의 명칭은 '서울교도소'로 바뀌었고, 4․19혁명과 5․16군사정변 등과 같은 정치적 변동에 따라 많은 시국사범들이 수감되었다. 예를 들어 김두한은 1947년, 1954년, 1965년, 1966년 등 4차례 서울형무소 및 서울교도소에 수감되었는데, 마지막으로 수감된 원인은 국회 오물투척사건이었다.
그 후 1967년에 '서울교도소'는 '서울구치소'로 그 이름을 바꾸어 1987년에 폐쇄될 때까지 같은 이름을 유지하게 된다. 1987년 11월에 서울구치소는 오늘날의 위치인 경기도 의왕시 안양판교로 143으로 이전하였고, 서대문에 있는 서울구치소 시설은 폐쇄되었다. 정부는 폐쇄된 전체 시설 중에서 역사성과 보존가치가 인정되는 보안과 청사, 제9~12옥사, 공작사, 한센병사, 사형장 등 일부만을 보존하기로 하고 나머지 건물을 모두 철거하였다.

### 사적 지정 및 역사관 개장
1988년 2월 27일 서울구치소의 남은 건물들은 서울 구 서대문형무소라는 명칭 아래 대한민국의 사적 제324호로 지정되었다. 사적의 관리자인 서울특별시 서대문구는 그 장소를 역사의 교훈으로 삼기 위해 같은 해 11월 5일 그곳에 '서대문형무소 역사관'을 개장하였다. 그 주변은 같은 시기에 공원으로 조성되기 시작하였으며, 1992년 8월 15일 광복절에 이르러 오늘날 '서대문독립공원'으로 알려진 독립공원으로 개장하게 된다.

## 시설
현재 사적으로 지정된 서울 구 서대문형무소의 주요 건물들은 다음과 같다.
- 보안과 청사 : 서대문형무소의 업무를 총괄한 건물로 1923년 지상 2층, 지하 1층 규모로 지어졌다. 1층은 사무실, 2층은 회의실과 소장실. 지하는 조사실로 사용되었으며, 일제가 위압감을 주기 위해 정면의 지붕을 높고 웅장하게 세웠다고 한다. 현재는 서대문형무소의 역사 전시관으로 사용된다.
- 중앙사 : 옥사들을 감시하고 통제하는 건물로 1920년대 중반에 2층 규모로 지어졌다. 잔존해 있는 10, 11, 12옥사와 연결되어 있고 중앙 간수소의 기능을 맡았다. 1층은 간수들의 사무 공간, 2층은 수감자들의 사상교육 공간으로 사용되었다.
- 9옥사 : 1920년대에 2층 규모로 지어졌다. 형무소에서 중앙사(중앙 간수소)와 분리되어 있는 유일한 옥사로서, 일제강정기에 주로 '사상범'을 가두고 특별 감시와 통제를 했던 감옥으로 알려져 있다.
- 사형장 : 지상 1층, 지하 1층 규모로 지어진 일본식 목조건물로, 건축연대는 1916년으로 추정된다. 사형장 건물은 5m 높이의 담장으로 둘러싸여 있고, 1층에서 사형을 집행하였다. 지하실은 시신을 수습하는 장소로 이용되었다.

## 독립운동가
서대문형무소에서 지낸 독립운동가들은 다음과 같다.
- 강면하
- 강우규
- 권오설
- 김구
- 김경천
- 신채호
- 안창호
- 양전백
- 유관순
- 윤봉길
- 이회영
- 백정기

## 사진

서대문형무소 역사관 정문
서대문형무소 외부 측면
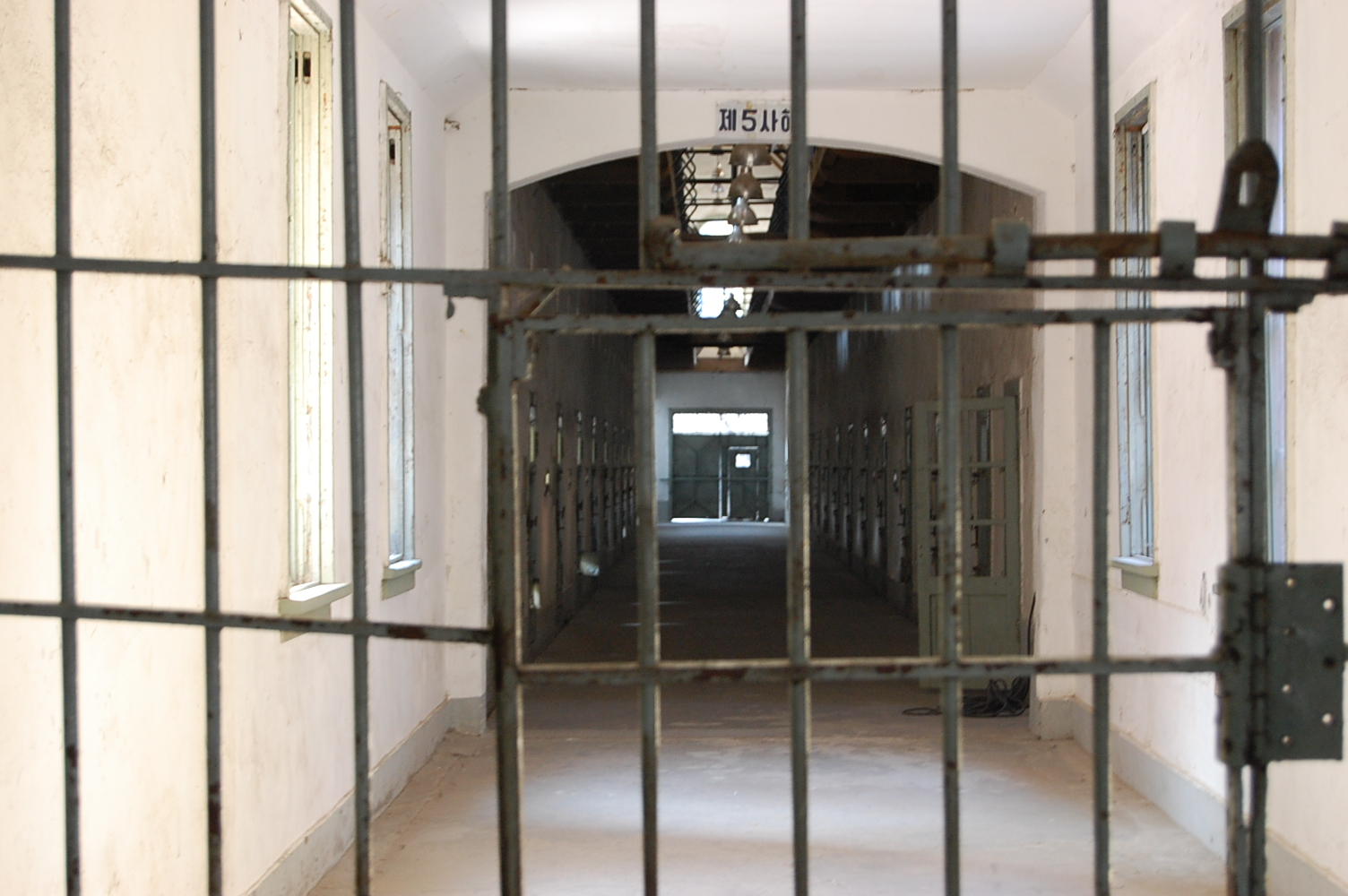
서대문형무소 옥사 내부
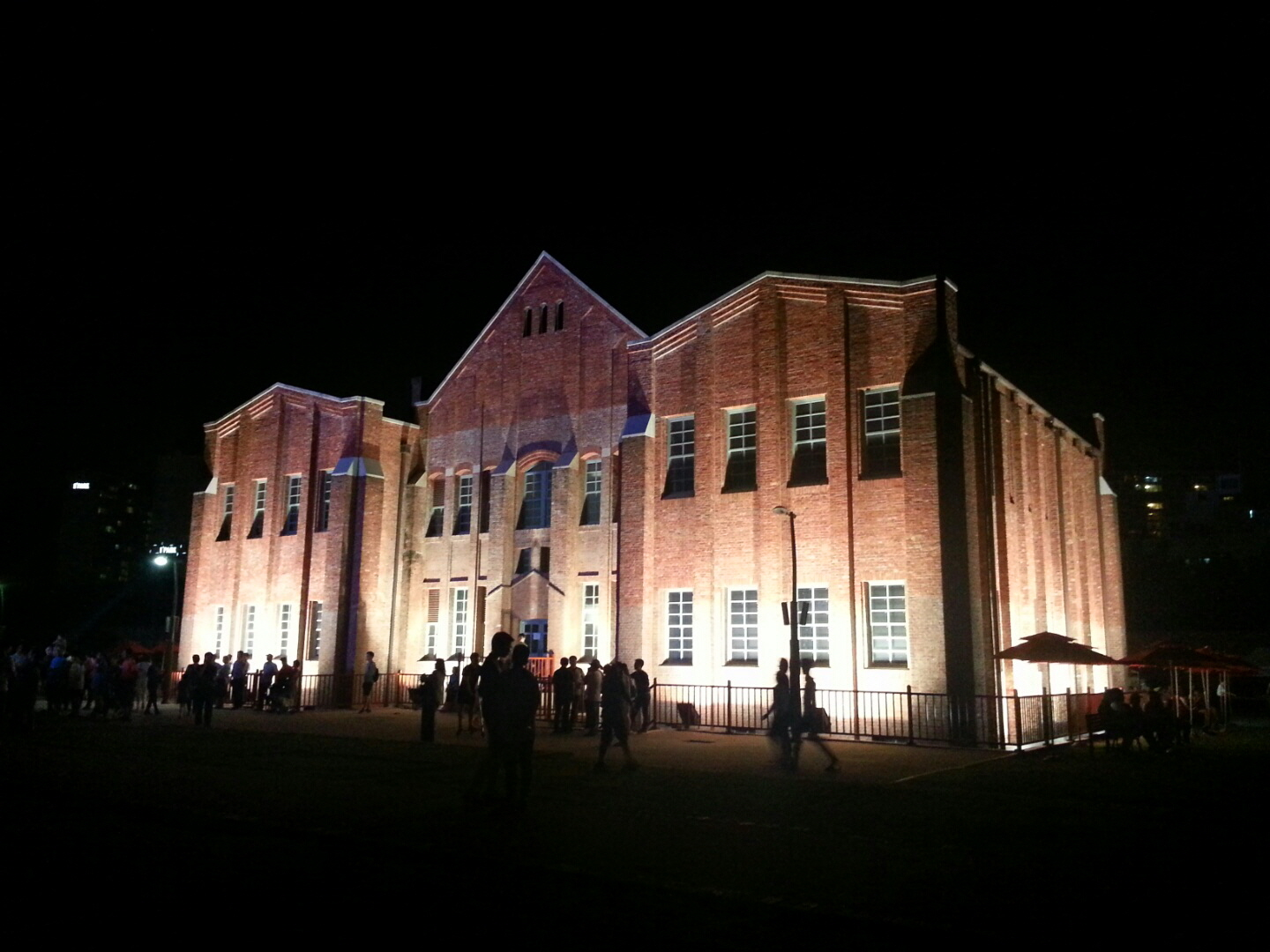
서대문형무소 역사관

## 같이 보기
- 마포형무소
- 서울구치소
- 옥바라지 골목
- 서대문독립공원